# Tomás León Caspe Cereijo
Tomás León Caspe Cereijo (Madrid, 7 de marzo de 1911-Sevilla, 16 de enero de 1991 ) fue un socialista y esperantista español, que dinamizó el movimiento local desde finales de los años 1970 hasta los años 1980.
Los compañeros sevillanos le conocían como Antolín Colmenar Rivero, puesto que tuvo que cambiar de nombre debido a la persecución política tras la guerra civil española .

## Actividad política
Profesionalmente era tapicero. Comenzó a trabajar en el sindicato Unión General de Trabajadores de su Madrid natal en 1927.
Participó en la guerra civil, y tras la derrota de las fuerzas republicanas fue encarcelado y condenado a 30 años de pena. Consiguió escapar y se trasladó a Sevilla, donde cambió su nombre por el de Antolín Colmenar Rivero.
Era un miembro activo del PSOE en la clandestinidad. Tras la renovación de ese partido con gobernantes más jóvenes, permaneció en la rama tradicional, denominada PSOE (Histórico), que se presentó como candidatura separada a las primeras elecciones tras el regreso de la democracia, con él a la cabeza en Sevilla en 1982, pero no fue elegido.

## Actividad esperantista
Actuó como un auténtico mecenas del movimiento esperantista en Andalucía, pues en 1976 donó su tienda de muebles en la calle Sol, 75 de la ciudad de Sevilla, y junto con Felipe González del Pino, cofundó allí la Academia Sevillana de Esperanto, donde comenzaron a difundir y enseñar el idioma esperanto de forma gratuita. Unos años más tarde, cuando el movimiento se fue estabilizando, se creó la Asociación Sevillana de Esperanto, que se convirtió en un importante punto de referencia en el movimiento español durante los años ochenta. Antolín fue presidente y socio de honor de la Asociación de Esperanto de Sevilla hasta su muerte en enero de 1991. Fue delegado de la Asociación Universal de Esperanto en Sevilla, durante muchos años.